# Jovan Damjanović
Jovan Damjanović (in serbo Joвaн Дaмjaнoвић?; Tenin, 4 ottobre 1982) è un allenatore di calcio ed ex calciatore serbo, attaccante.